# Hystricia etythrina
Hystricia etythrina là một loài ruồi trong họ Tachinidae.